# Zapuntel
Zapuntel (olaszul: Zapuntello) falu Horvátországban Zára megyében. Közigazgatásilag Zárához tartozik.

## Fekvése
Zárától légvonalban 36 km-re északnyugatra, Pagtól légvonalban 29 km-re délnyugatra a Molat-sziget északi részén fekszik.

## Története
A falu területe akárcsak Molat-sziget már ősidők óta lakott. Ezt igazolja számos, elsősorban a paleolitikumból származó régészeti lelet, melyek egy részét a zárai régészeti múzeumban őrzik. A legismertebb feltárásokat a falu területén Šime Batović zárai régész végezte aki Zapuntel mai kikötője Porat közelében a Ledenice nevű helyen és a zapunteli mezőn Poploton több kovakőből készített őskori szerszámot talált. A Molat-szigeten talált négy vaskori illír erődített település maradványai közül kettő Zapuntel területére esik. Egyikük a sziget legmagasabb pontján a falutól délkeletre fekvő 148 méteres Lokardeniken található, míg a másik a nyugatra 141 méteres magaslaton fekvő Knežak romjai. Ezen kívül határában több halomsír is található például a Gomilica, Zemljačine, Vršak nevű helyeken. A római korból nem maradt megbízható adat a sziget lakott voltáról. Nem maradtak fenn római eredetű földrajzi nevek csak egy tenger alatti lelőhely a kis Tovarnjak-szigetnél és a Zorljevica kőbánya tanúsítja az itteni római jelenlétet. Molat szigete és vele a mai Zapuntel területe a horvátok érkezésétől a velencei uralom kezdetéig 1409-ig Zára városához tartozott, amely 1151-ben a zárai Szent Kereszt bencés kolostornak adományozta. A bencések a későbbiekben is fontos szerepet játszottak a sziget fejlődésében. Miután Velence 1409-ben elfoglalta Zárát a szigetek is fennhatósága alá kerültek. Az 1421-es zárai kataszter szerint Molatot 1422 líráért a Zadulin családnak adták bérbe, majd 1464-ben a Detrišić (Detrico) család bérelte ki 1830 velencei líráért. Ez különösen fontos esemény volt a település életében, mert a család engedélyt kapott, hogy a sziget akkor Val de Zampontelnek nevezett részén a mai Zapunteli mezőn szőlőt telepítsenek. Zapuntel első írásos említése 1450-ben történt „Sanpontello” kikötőjeként. 1464-ben „Val de Zampontel”, 1497-ben „Campontello” alakban említik. A név eredetéről csak találgatások vannak, de nagyon valószínű a „za puntom“ (a hegyfok mögött) kifejezésből való származtatása. A másik magyarázat kevésbé valószínű. Abból indul ki, hogy Ist és Molat szigete között egykor híd (ponte) állt. Ma a két sziget közötti átjáró szélessége 155 méter, legnagyobb mélysége 6 méter. A neves horvát nyelvész Petar Skok Zapuntel nevét a dalmát kicsinyítőképzős „Žaplo” szóból származtatja, ami szorosban fekvő falut jelentett. Emiatt lakói a települést gyakran Žapunténak nevezik. A falu népességének első összeírása 1527-ben történt amikor 198 lakost számláltak itt. 1539-től a szigetnek különböző bérlői voltak, de török háborúk miatt birtoklásuk időnként bizonytalan volt. A 16. és 17. században a sziget gyéren lakott volt. A csekély lakosságot törökön kívül az uszkók kalózok is támadták és fosztogatták. Még 1684-ben is húsz molati lakost hurcoltak török kalózok rabságba. A 19. század elején amikor Dalmácia francia uralom alá került a törököket angol szolgálatban álló kalózok váltották fel, akik szintén többször támadták a szigetet. A kalózokon kívül a lakosságnak a Zárának és a Zára által nyakukba ültetett nagybirtokosok által támasztott terhekkel is szembe kellett néznie. 1615-ben a gróf még azt is megtiltotta, hogy földjeiken kívül más vagyont tartsanak, 1624-ben pedig a szabad favágást tiltotta meg 25 dukát büntetés megfizetésének terhe mellett. 1640-ben az olasz Lantana kereskedőcsalád vásárolta meg a szigetet amely még kegyetlenebbül bánt a lakossággal. Az elnyomás ellen a lakosság számos panaszt emelt, de azok eredménytelenek maradtak. Amíg a lakosság kemény adókat fizetett a termények, a halászat és az állattartás jövedelmei után a Lantana család egyre gazdagodott. Végül a 19. század második felében a szigetet eladták a Abelić családnak. Petar Abelić fia Kazimir a szigetet húga fiainak adta át így került az olasz Gozzetti család tulajdonába. Zapuntelnek 1857-ben 122, 1910-ben 145 lakosa volt. Az első világháborút követően előbb a Szerb-Horvát-Szlovén Királyság, majd Jugoszlávia része lett. Zapuntel lakossága különösen az 1970-es években csökkent jelentősen, amikor a fiatalok közül sokan a nagyobb ipari városokba, Zárára és Fiumére költöztek, míg mások a könnyebb kenyérkereset reményében Amerikába, Ausztráliába vándoroltak ki. A II. világháború után a férfiak közük sokan mentek tengerésznek. A rabi mészgyártás kiépítéséig 1964-ig a lakosság egy része mészégetéssel is foglalkozott és az itteni mészégetők híresek voltak. Az 1950-es években a halászat is fellendült, bár hagyományok hiányában nem fejlődött a legjelentősebb gazdasági ággá. Jószerivel csak a kikapcsolódás és a saját szükségletek kielégítésére korlátozódott. Mára a mezőgazdaság és az állattartás is szinte teljesen megszűnt. A lakosság számának csökkenése az utóbbi időben is tovább folytatódott. A falunak 2011-ben mindössze 42 lakosa volt. Az utóbbi években a turizmus fejlődésnek indult, két étterem is nyílt és lehetővé tették a jachtok kikötését is. A jövő gazdasági fejlődését a turizmusra kívánják alapozni.

## Lakosság
| Lakosság változása | Lakosság változása | Lakosság változása | Lakosság változása | Lakosság változása | Lakosság változása | Lakosság változása | Lakosság változása | Lakosság változása | Lakosság változása | Lakosság változása | Lakosság változása | Lakosság változása | Lakosság változása | Lakosság változása | Lakosság változása |
| ------------------ | ------------------ | ------------------ | ------------------ | ------------------ | ------------------ | ------------------ | ------------------ | ------------------ | ------------------ | ------------------ | ------------------ | ------------------ | ------------------ | ------------------ | ------------------ |
| 1857               | 1869               | 1880               | 1890               | 1900               | 1910               | 1921               | 1931               | 1948               | 1953               | 1961               | 1971               | 1981               | 1991               | 2001               | 2011               |
| 122                | 225                | 111                | 144                | 163                | 145                | 145                | 196                | 258                | 259                | 234                | 168                | 90                 | 52                 | 58                 | 42                 |

## Nevezetességei
- A Kisboldogasszony tiszteletére szentelt plébániatemploma a 15. században épült. Egyhajós épület sekrestyével, apszissal és homlokzatán háromszögű oromzattal. A főoltáron márvány tabernákulum és oltárkép látható a Szűzanya, Szent Joachim, Szent Anna, Keresztelő Szent János, Szent Péter és Pál, valamint Páduai Szent Antal ábrázolásával. A szembemiséző oltár fából készült. A templomnak még egy márvány oltára van a Lourdes-i Szűzanya tiszteletére gipsz szoborral és Páduai Szent Antal fából faragott szonrával. Értékes még a 18. századi festett feszület. A templomot 1991-ben teljesen megújították, akkor építették új harangtornyát is. A régit még 1911-ben egy vihar döntötte le. A két harangot 1881-ben és 1927-ben öntötték. A sekrestye padozatán 1712-ből származó glagolita feliratos sírkőlap található.[5]
- Ledenice, Poplot és Porat őskori régészeti lelőhely.
- Gomilica, Kurilišće, Zemljačine, Vršak, Stražica, Triskavac, Malica Straža őskori halomsírok.
- Lokardenik, Knežak vaskori illír erődök romjai.
- Rižnjak 6. századi templom romja.
- Lovreč, a 6. századi Szent Lőrinc templom romja.
- Luka középkori település a 9–15. századból.
- Solinski-fok középkori sótelep 14–19. század.